# Piasa Wetan
Piasa Wetan is een bestuurslaag in het regentschap Banjarnegara van de provincie Midden-Java, Indonesië. Piasa Wetan telt 1045 inwoners (volkstelling 2010).